# Едвард Марш
Филаделфија
Едвард Марш (енгл. Edward Marsh; Филаделфија 12. фебруар 1874 — Филаделфија, Пенсилванија 10. октобар 1932) је бивши амерички веслач, освајач златне медаље на Летњим олимпијским играма 1900. у Паризу.
На играма 1900. Велс је учествовао само у такмичењима осмераца. Његова екипа у саставу Вилијам Кар, Хари Дебек, Џон Ексли, Џон Гајгер, Едвин Хедли, Џејмс Џувенал, Роско Локвуд, Едвард Марш и Луис Абел заузела је прво место у времену од 6:07,8 минута.
Био је члан веслачког клуба Веспер из Филаделфије. Са њима је освојио шест америчких и два канадска национална првенства. Године 1902. је престао са веслањем јер је у међувремену дипломирао, па се посветио научном раду.